# Beaver (Oklahoma)
Beaver es un pueblo ubicado en el condado homónimo, en el estado estadounidense de Oklahoma. En el año 2010 tenía una población de 133 habitantes y una densidad poblacional de 505 personas por km². Se encuentra en el área conocida como Mango de Oklahoma.

## Geografía
Bearden se encuentra ubicado en las coordenadas 36°48′49″N 100°31′27″O / 36.81361, -100.52417 (36.813486, -100.524298).

## Demografía
Según la Oficina del Censo en 2000 los ingresos medios por hogar en la localidad eran de $37,560 y los ingresos medios por familia eran $44,107. Los hombres tenían unos ingresos medios de $34,167 frente a los $19,511 para las mujeres. La renta per cápita para la localidad era de $19,897. Alrededor del 10.2% de la población estaban por debajo del umbral de pobreza.